# Segunda División 1945/46
Die Segunda División 1945/46 war die 15. Spielzeit der zweithöchsten spanischen Fußballliga. Sie begann am 23. September 1945 und endete am 31. März 1946. Zwischen dem 26. Mai und 24. Juni 1946 wurden die Relegationsspiele ausgetragen. Meister wurde CE Sabadell.

## Vor der Saison
14 Mannschaften traten an 26 Spielen jeweils zweimal gegeneinander an. Die beiden besten Vereine stiegen direkt in die Primera División auf, während der Drittplatzierte über ein Play-off-Spiel aufsteigen konnte.
Die letzten beiden der Tabelle stiegen direkt ab, der Drittletzte kämpfte in der Relegation gegen den Abstieg.
Als Absteiger aus der Primera División nahmen der FC Granada, CE Sabadell und Deportivo La Coruña teil, Aufsteiger aus der Tercera División waren Gimnàstic de Tarragona, UD Salamanca und CD Córdoba.

## Abschlusstabelle
| Pl. | Verein                     | Sp. | S  | U | N  | Tore    | Quote | Punkte |
| --- | -------------------------- | --- | -- | - | -- | ------- | ----- | ------ |
| 1.  | CE Sabadell (A)            | 26  | 14 | 7 | 5  | 050:290 | 1,72  | 35:17  |
| 2.  | Deportivo La Coruña (A)    | 26  | 14 | 5 | 7  | 038:280 | 1,36  | 33:19  |
| 3.  | Gimnàstic de Tarragona (N) | 26  | 12 | 5 | 9  | 050:460 | 1,09  | 29:23  |
| 4.  | FC Granada (A)             | 26  | 12 | 5 | 9  | 049:350 | 1,40  | 29:23  |
| 5.  | CD Córdoba (N)             | 26  | 13 | 3 | 10 | 036:340 | 1,06  | 29:23  |
| 6.  | Real Sociedad              | 26  | 12 | 3 | 11 | 046:330 | 1,39  | 27:25  |
| 7.  | Club Ferrol                | 26  | 10 | 5 | 11 | 039:520 | 0,75  | 25:27  |
| 8.  | CD Mallorca                | 26  | 8  | 9 | 9  | 037:390 | 0,95  | 25:27  |
| 9.  | Real Santander             | 26  | 11 | 2 | 13 | 056:510 | 1,10  | 24:28  |
| 10. | Saragossa FC               | 26  | 10 | 4 | 12 | 044:530 | 0,83  | 24:28  |
| 11. | Betis Sevilla              | 26  | 10 | 4 | 12 | 041:400 | 1,03  | 24:28  |
| 12. | Jerez FC                   | 26  | 9  | 4 | 13 | 043:590 | 0,73  | 22:30  |
| 13. | UD Salamanca (N)           | 26  | 8  | 4 | 14 | 041:480 | 0,85  | 20:32  |
| 14. | SD Ceuta                   | 26  | 8  | 2 | 16 | 035:580 | 0,60  | 18:34  |

Platzierungskriterien: 1. Punkte – 2. Direkter Vergleich  – 3. Torquotient – 4. geschossene Tore
| (A) | Absteiger der Saison 1944/45       |
| (N) | Neuaufsteiger der Tercera División |

### Play-offs
Die Spiele zwischen dem Zwölften der Primera División und dem Dritten der Segunda División fand am 19. und 26. Mai 1946 statt.
|                    | Ergebnis |                        |
| ------------------ | -------- | ---------------------- |
| Espanyol Barcelona | 0:0      | Gimnàstic de Tarragona |
| Espanyol Barcelona | 3:0      | Gimnàstic de Tarragona |

Beide Vereine blieben in ihren jeweiligen Ligen.

### Relegation
Das Spiel zwischen dem Zwölften der Segunda División und den Dritten der Tercera División fand am 29. Juni 1946 statt.
|          | Ergebnis |                           |
| -------- | -------- | ------------------------- |
| Jerez FC | 0:2      | FC Barakaldo Altos Hornos |

FC Jerez stieg ab.

## Nach der Saison
Aufsteiger in die Primera División
- 01. – CE Sabadell
- 02. – Deportivo La Coruña

 Absteiger in die Tercera División
- 12. – Jerez FC
- 13. – UD Salamanca
- 14. – SD Ceuta

 Absteiger aus der Primera División
- CD Alcoyano
- Hércules Alicante

 Aufsteiger in die Segunda División
- CD Málaga
- UD Levante
- FC Barakaldo Altos Hornos